# Niemeyer-Kugel

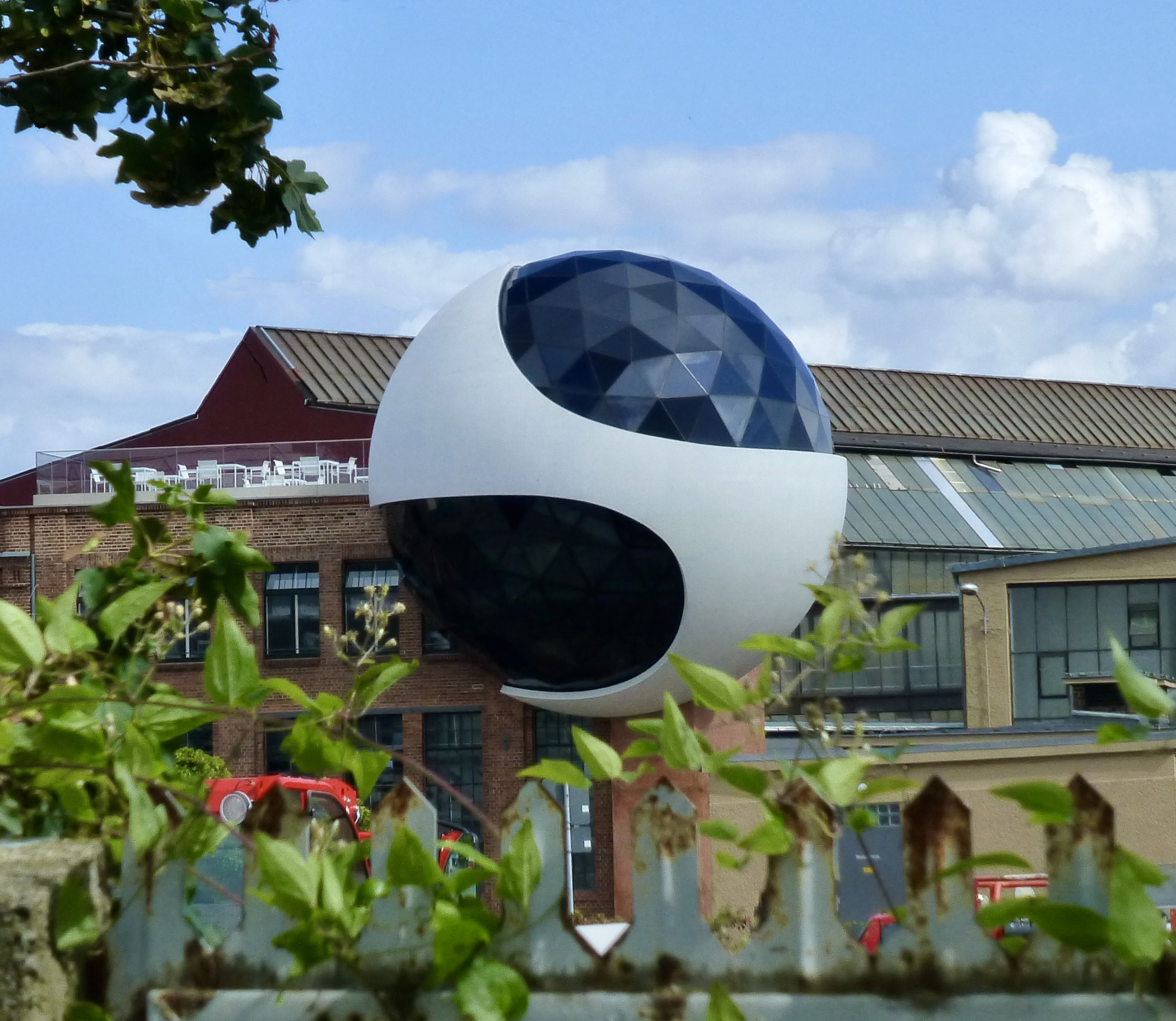
Die Niemeyer-Kugel (2020)

Die Niemeyer-Kugel (auch Niemeyer Sphere) ist ein modernistisches Architekturelement in Form einer Kugel von fast zwölf Metern Durchmesser mit einer Hülle aus Beton und Glas, die an der Oberkante eines backsteinernen Industriegebäudes aus der Zeit des Historismus im Ortsteil Leipzig-Neulindenau angebracht ist und für Veranstaltungen genutzt wird. Es ist der letzte realisierte Entwurf des brasilianischen Architekten Oscar Niemeyer (1907–2012).

## Geschichte
Ludwig Koehne, 27-jähriger Oxford-Absolvent aus Oberhausen, übernahm 1994 für eine symbolische D-Mark von der Treuhandanstalt den traditionsreichen „VEB Schwermaschinen S.M. Kirow“ in Leipzig. Unter seiner Leitung entwickelte sich der Betrieb zum Weltmarktführer für Eisenbahndrehkrane und Schlackentransporter in der Metallurgie.
Auf einer Dienstreise nach Brasilien inspirierten ihn Oscar Niemeyers Bauten zu der Idee, auf dem Dach der Halle mit der Betriebskantine einen Ergänzungsbau Niemeyerscher Art für besondere Anlässe oder Feiern zu errichten. Außerdem wollte er mit der Aussicht, mehr als nur Kantinenessen zuzubereiten, seinen international erfahrenen Betriebskoch zum Bleiben bewegen. In einem Brief wandte er sich 2011 an Niemeyer und erhielt einen Termin. Zwar starb der 104-jährige Niemeyer im folgenden Jahr, aber den kugelförmigen Bau hatte er in Grundzügen bereits konzipiert.
Im Weiteren legte Oscar Niemeyers engster Mitarbeiter Jair Valera die Einzelheiten des Projekts im Niemeyerschen Sinne mit dem deutschen ausführenden Architekten Harald Kern fest. Geeignete Firmen für die anspruchsvollen Bauelemente, besonders für das in seiner Durchlässigkeit steuerbare Spezialglas der Scheiben fanden sich nach aufwändiger Suche, so dass der Bau im April 2017 begonnen und im Juni 2020 abgeschlossen wurde. Die Baukosten betrugen etwa drei Millionen Euro.

## Beschreibung

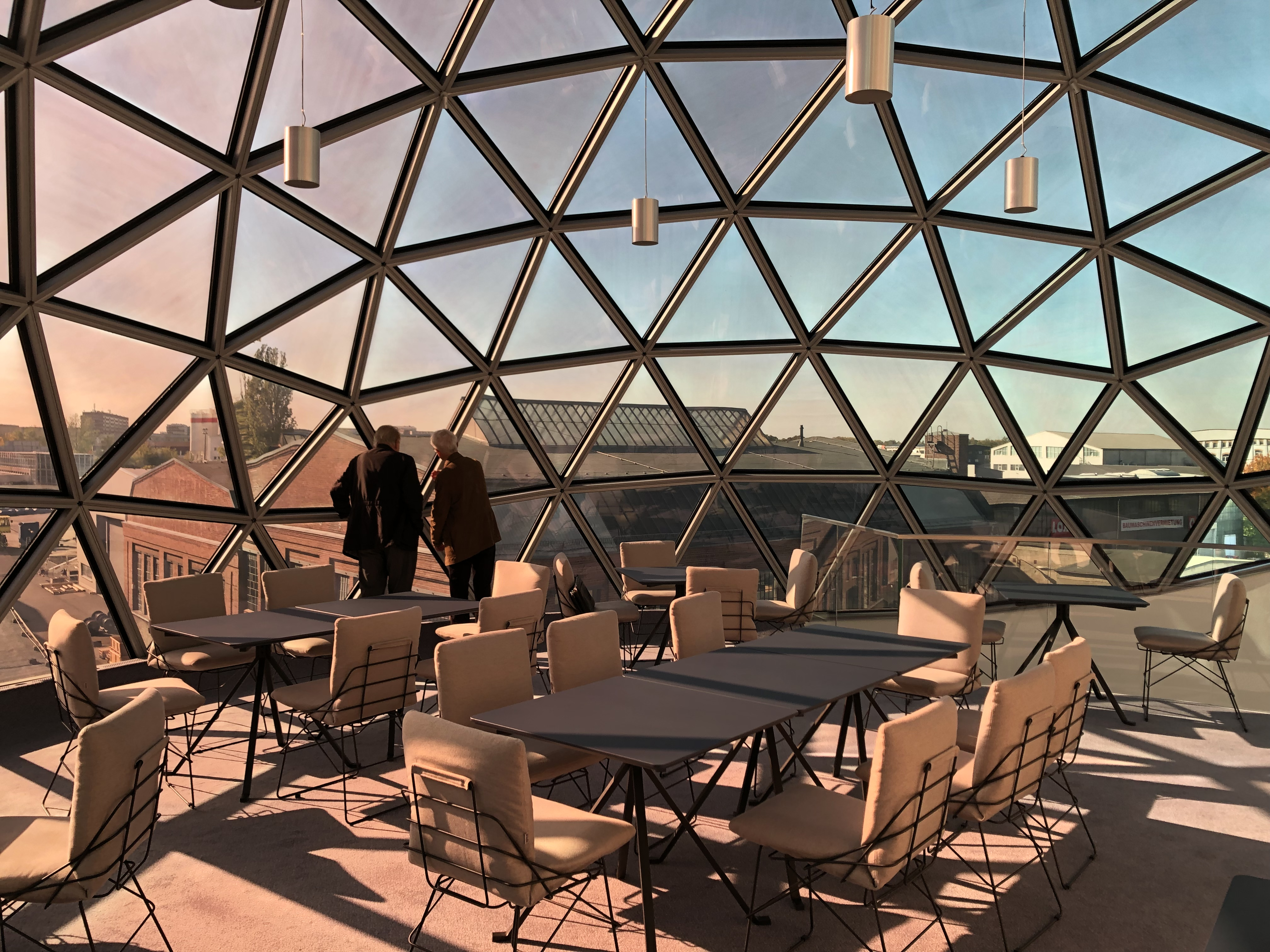
Innenansicht Niemeyerkugel (2022)

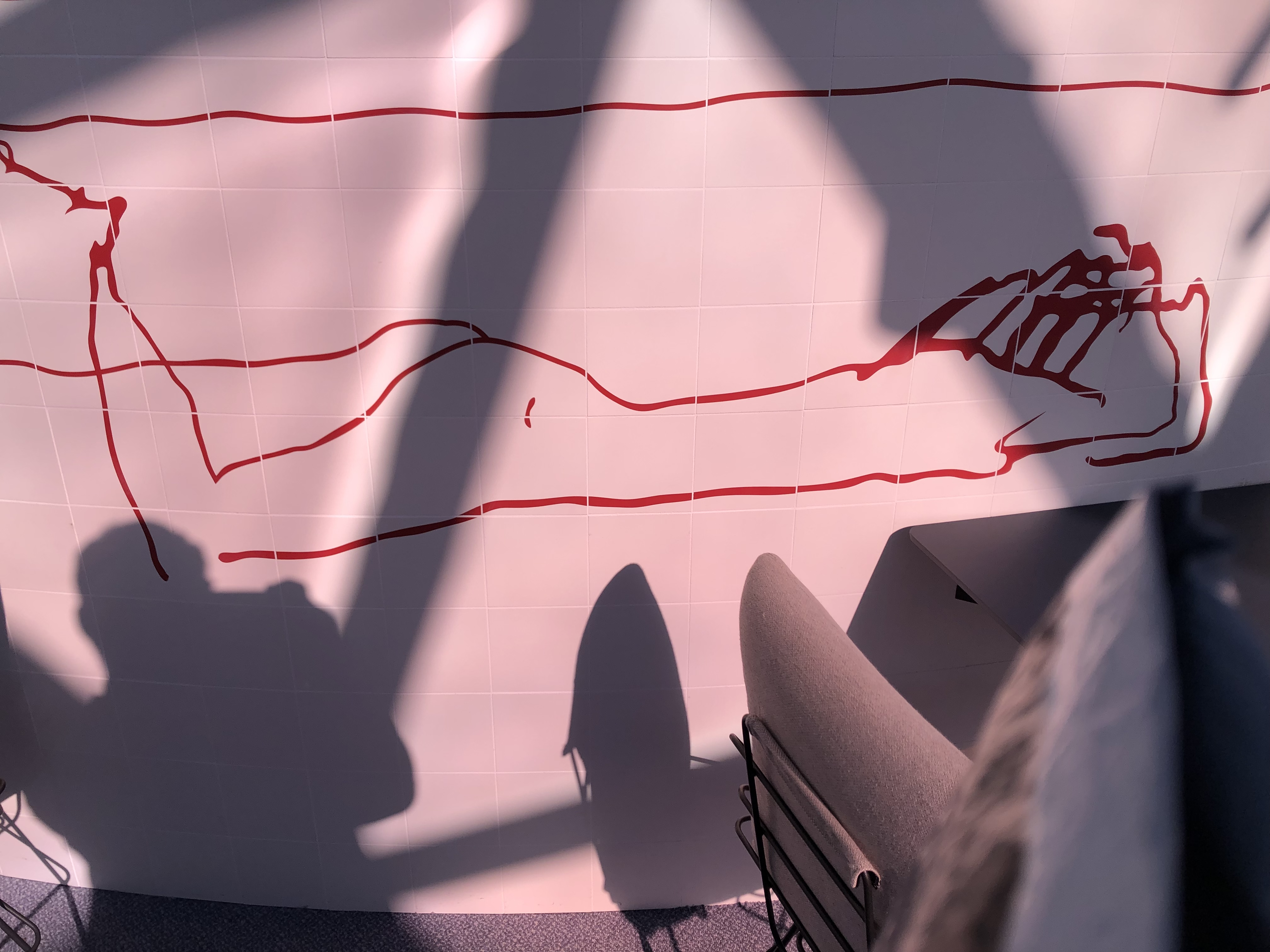
Niemeyerskizze auf Trennwand (2022)

Die Außenhaut der Niemeyer-Kugel besteht aus einer 20 cm dicken Schicht aus weißem Sichtbeton mit einer Innendämmung und zwei großen harmonisch gerundet eingepassten Fensterbereichen. Diese bestehen aus insgesamt 144 dreieckigen Einzelscheiben. Zum Gießen der Betonhaut mussten 50 Holzformen in Handarbeit gefertigt werden. Die Scheiben können bei Sonnenlicht gegen Blendung und Hitzeentwicklung einzeln oder auch in ihrer Gesamtheit binnen weniger Sekunden stufenlos und farbneutral abgedunkelt werden. Das ermöglicht ein auf der Flüssigkristalltechnologie von Merck basierendes und von einem holländischen Unternehmen hergestelltes Spezialglas. Die scheinbar nur auf der Hauskante aufliegende Kugel wird von einem farblich dem Ziegelbau angepassten roten Stahlbetonschaft getragen.
Die Kugel hat drei Geschosse. Das untere dient im Wesentlichen der Unterbringung der Haustechnik. Das mittlere mit einer Grundfläche von ca. 45 m² kann als Café oder Bar genutzt werden. Von hier führt eine geschwungene Treppe in den ca. 91 m² großen Hauptraum, die Lounge, deren Fußboden sich auf Höhe der Äquator-Ebene der Kugel befindet. Der Service dazu wird von einer gefliesten Trennwand verdeckt, auf der eine Oscar-Niemeyer-Zeichnung einer Strandszene zu sehen ist. Von der Lounge führt eine Tür auf die benachbarte Dachterrasse.
Die Kugel besitzt ein ausgeklügeltes variables inneres Beleuchtungssystem und kann von außen unter Aussparung der Fensterbereiche angestrahlt werden, sodass sie im Dunkeln zu schweben scheint.

## Nutzung

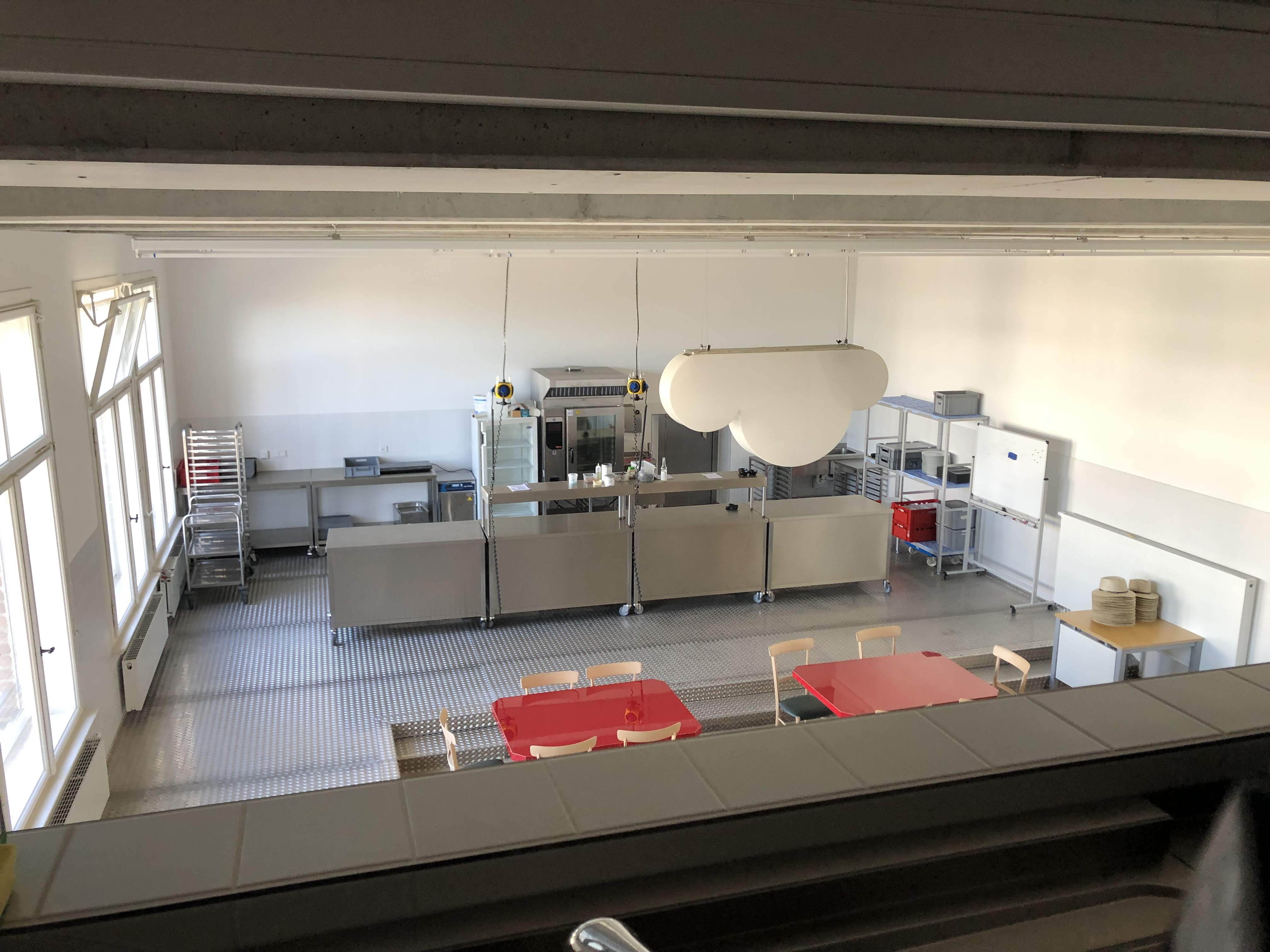
Schauküche für Besucher der Niemeyerkugel (2022)

Das Konzept sieht vor allem geschlossene Gesellschaften und Feiern vor.  Dabei sollen die Gäste nicht fest an einer Tafel sitzen, sondern sich frei bewegen.

## Nachwirkungen
- Schon während der Bauzeit der Niemeyer-Kugel beschloss die Stadt Leipzig, einen Teil der Spinnereistraße um die Kugel in Niemeyerstraße umzubenennen.[4]
- 2020 wurde Ludwig Koehne für die Realisierung des Projekts der Niemeyer-Kugel mit dem Karl-Heine-Preis ausgezeichnet.[5]
- 2023 erhielt die Techne Kirow GmbH den Sächsischen Industriekulturpreis für die Niemeyer-Kugel. Das Preisgeld in Höhe von 10.000 Euro wurde vom Unternehmen an Straßenkinder e. V. und dem Land in Sicht e. V. gespendet.[6]